# Nguyễn Thị Thanh Thủy
Nguyễn Thị Thanh Thủy (ur. 24 listopada 1993) – wietnamska judoczka. Olimpijka z Tokio 2020, gdzie zajęła siedemnaste miejsce w wadze półlekkiej.
Uczestniczka mistrzostw świata w 2017, 2018, 2019 i 2022. Startowała w Pucharze Świata w latach 2014-2016, 2018 i 2019. Piąta na mistrzostwach Azji w 2017. Triumfatorka igrzysk Azji Południowo-Wschodniej w 2015, 2021 i 2023; trzecia w 2019 roku.

## Letnie Igrzyska Olimpijskie 2020
| Konkurencja | Eliminacje            | Klas. końcowa |
| Konkurencja | Przeciwnik I          | Miejsce       |
| ----------- | --------------------- | ------------- |
| 52 kg       | Andreea Chițu (ROU) P | 17.           |